# Beilager
Der Begriff Beilager (in älteren Schriften Beylager) wurde regional unterschiedlich gebraucht, auch Bettleite und Bettsetzung sind überliefert. Im engeren Sinne bezeichnen jedoch alle Begriffe den zeremoniellen Teil der Eheschließung, der seit dem Hochmittelalter bis etwa zum 19. Jahrhundert vor allem im deutschsprachigen Raum bezeugt ist. Das Beilager ist aber auch ein anderer Begriff für das Fest, das wir heute Hochzeit nennen. Zum Beilager als Fest gehörten nach der vorherigen Brautwerbung das rituelle Beilager, die Hochzeitsnacht bzw. Brautnacht mit Morgengabe für die Braut, der kirchliche Segen (später Trauung) und die Heimführung der Braut.

## Das rituelle Beilager
Beim rituellen Beilager wurden Braut und Bräutigam nacheinander in ein festlich hergerichtetes Ehebett geleitet. Regional unterschiedlich wurden sie zueinander ins Bett gesetzt oder gelegt. In jedem Fall wurde das Paar mit einer gemeinsamen Decke bedeckt (daher: „unter einer Decke stecken“ als Ausdruck für zusammengehörig). Der Vorgang hatte Rechtskraft und brauchte deshalb Zeugen, die später die juristische Vollziehung der Ehe bezeugen sollten. Im ältesten überlieferten sächsischen Recht (Sachsenspiegel um 1220) heißt es: „Er ist ihr Vormund und sie ist seine Genossin, und tritt in sein recht, wann sie in sein Bett tritt.“ Ein ranghoher Zeuge oder Verwandter (zuweilen auch ein Jurist) erfragte die Zustimmung des Paares. Der gesamte Ritus gehörte zur Muntehe, die Vormundschaft über die Frau ging vom Vater auf den Ehemann über.
Ein fürstliches Beilager wurde mit entsprechendem Pomp gestaltet. Der (vor-)eheliche Beischlaf copula carnalis (mittellateinisch für fleischliche = sündhafte Verbindung, so hieß es in Kirchenbucheinträgen) war möglicherweise im frühen Hochmittelalter Bestandteil des rituellen Beilagers. Beschreibungen des 15. Jahrhunderts aber lassen die Brautleute bekleidet in das symbolische Ehebett steigen, die fleischliche Vereinigung des Paars folgte ohne Zeugen in der Hochzeitsnacht. Manche Autoren meinen, noch im 14. Jahrhundert habe der Beischlaf unter Zeugen stattgefunden.
Bei einer Sonderform des rituellen Beilagers, dem sogenannten keuschen Beilager, bei der ein Stellvertreter oder Abgesandter des Bräutigams das rituelle Beilager ausführte, legte man symbolisch ein blankes Schwert als Symbol der leiblichen Trennung zwischen Braut und Brautwerber auf das Bett. Die Abgesandtenwerbung lebt bis in unsere Zeit in Form der sogenannten Handschuhehe fort, die in Deutschland juristisch nicht anerkannt wird.

## Geschichte
Das rituelle Beilager ist im Hochmittelalter sehr selten bezeugt, da kaum Hochzeitsbeschreibungen überliefert sind. Man vermutet, dass es so alltäglich war, dass man es nicht beschreiben musste. Im 14./15. Jahrhundert sind häufiger Berichte über (zumeist fürstliche) Beilager überliefert.
Der kirchliche Einfluss auf das rituelle Beilager war begrenzt, gewöhnlich wurde der kirchliche Segen erst nach der Hochzeitsnacht eingeholt. Aber es gab Varianten: beim fürstlichen Beilager Herzog Johann Casimirs von Sachsen-Coburg mit Margarethe von Braunschweig-Lüneburg 1599 in Coburg hielt der General-Superintendent Melchior Bischoff am rituellen Beilager-Bett eine kurze Predigt mit dem Titel: Christliche Ermahnung geschehen vor der Copulation am 16. Septembris. Aber den Ehesegen erteilte er erst am folgenden Tag nach der Hochzeitsnacht.
Zum kirchlichen Anteil am Beilager schreibt Jacob Grimm: „kirchliche trauung, anfangs zur eingehung der ehe unwesentlich, scheint lange zeit wenigstens erst nach vollzogenem beilager hinzugetreten zu sein.“
Im Ostseeraum ist regional bis ins 19. Jahrhundert die öffentliche Bettleite nachgewiesen, die Riten ähnelten denen des spätmittelalterlichen symbolischen Beilagers.
Für katholische Christen wurde die kirchliche Eheschließung erst mit dem Konzil von Trient (1545–1563, Sessio VII) verbindlich vorgeschrieben. Rechtsgültigkeit bekam die kirchliche Eheschließung erst sehr spät.
Die Reformation hat keinen direkten Einfluss auf die Bewertung der öffentlichen Bettleite und des Beilagers als Rechtshandlung mit sich gebracht.